# Pièces de monnaie en florin néerlandais
Les pièces de monnaie néerlandaises sont une des représentations physiques, avec les billets de banque, de la monnaie des Pays-Bas.

## L'unité monétaire néerlandaise
Le florin (NLG) est l'ancienne devise du royaume des Pays-Bas, de 1816 au 28 janvier 2002, date laquelle elle fut remplacée par l'euro.
Le florin est divisé en 100 cents.
Avant 1816, il est divisé en 20 stuivers ou 160 duits.

## Les pièces de monnaie des Pays-Bas

### GuillaumeIerdes Pays-Bas(1815-1843)
- la pièce de 1 florin en argent (893/1000) de 10,766 g comprend sur le revers la tête nue du roi tournée vers la droite avec la mention "Willem Koning der Ned G.H. V.L." tandis que sur l'avers sont représentées les armes des Pays Bas entre la mention 1 G.

### Guillaume II des Pays-Bas(1840-1849)
- la pièce de 1 florin en argent (945/1000) de 10 g comprend sur le revers la tête nue du roi tournée vers la gauche avec la mention "Willem II Koning der Ned G.H. V.L." tandis que sur l'avers sont représentées les armes des Pays Bas entre la mention 1 G.

### Guillaume III des Pays-Bas(1849-1890)
- la pièce de 1 florin en argent (945/1000) de 10 g comprend sur le revers la tête nue du roi tournée vers la droite avec la mention "Willem III Koning der Ned G.H. V.L." tandis que sur l'avers sont représentées les armes des Pays Bas entre la mention 1 G.

### Wilhelmine des Pays-Bas(1890-1948)
En 1898, à la mort du roi Guillaume III, sa femme Emma devient régente. Wilhelmina commence à régner en 1898. Elle abdique en 1948, après 50 ans de règne effectif.
Plusieurs séries de pièce sont émises pendant le règne de Wilhelmine (le buste est modifié plusieurs fois, à savoir, en 1898, en 1904, en 1910 et en 1922).

#### Première série de pièces de Wilhelmina
Cette série comprend les pièces de 1/2 cent, 1, 2 1/2, 10 cents et 1/2 et 1 florin
| Valeur     | Paramètres techniques | Paramètres techniques | Paramètres techniques | Description                                                                                              | Description | Description   | Millésimes     |
| Valeur     | Diamètre              | Poids                 | Composition           | Avers | Revers | Artiste       | Millésimes     |
| ---------- | --------------------- | --------------------- | --------------------- | --- | --- | ------------- | -------------- |
| 1/2 cent   | 14,0 mm               | 1,25 g                | bronze                | un lion couronné tenant un sabre entouré de la mention KONINGRIJK DER NEDERLANDEN et le millésime        | la valeur faciale 1/2 CENT entourée de feuilles d'oranger                                                                           | J.P.M. Menger | 1894-          |
| 1 cent     | 19,0 mm               | 2,50 g                | bronze                | un lion couronné tenant un sabre entouré de la mention KONINGRIJK DER NEDERLANDEN et le millésime        | la valeur faciale 1 CENT entourée de feuilles d'oranger                                                                             | J.P.M. Menger | 1894-          |
| 2 1/2 cent | 23,5 mm               | 4,00 g                | bronze                | un lion couronné tenant un sabre entouré de la mention KONINGRIJK DER NEDERLANDEN et le millésime        | la valeur faciale 2 1/2 CENT entourée de feuilles d'oranger                                                                         | J.P.M. Menger | 1894-          |
| 10 cent    | 15,0 mm               | 1,40 g                | Argent (640/1000)     | tête à longs cheveux de la jeune Wilhelmine à gauche avec la mention WILHELMINA KONINGIN DER NEDERLANDEN | la valeur faciale 10 CENTS et le millésime entourés de feuilles de chêne                                                            | W.J. Schammer | de 1892 à 1897 |
| 25 cent    | 19,0 mm               | 3,60 g                | Argent (640/1000)     | tête à longs cheveux de la jeune Wilhelmine à gauche avec la mention WILHELMINA KONINGIN DER NEDERLANDEN | la valeur faciale 25 CENTS et le millésime entourés de feuilles de chêne                                                            | W.J. Schammer | de 1892 à 1897 |
| 1/2 florin | 22,0 mm               | 5,00 g                | argent (945/1000)     | tête à longs cheveux de la jeune Wilhelmine à gauche avec la mention WILHELMINA KONINGIN DER NEDERLANDEN | le blason royal couronné et la valeur faciale 1/2 G entourés de la mention MUNT VAN HET KONINGRIJK DER NEDERLANDEN et du millésime. | W.J. Schammer | de 1892 à 1897 |
| 1 florin   | 28,0 mm               | 10,00 g               | argent (945/1000)     | tête à longs cheveux de la jeune Wilhelmine à gauche avec la mention WILHELMINA KONINGIN DER NEDERLANDEN | le blason royal couronné et la valeur faciale 1 G entourés de la mention MUNT VAN HET KONINGRIJK DER NEDERLANDEN et du millésime.   | W.J. Schammer | de 1892 à 1897 |

#### Deuxième série de pièces de Wilhelmina
En 1898, une deuxième série de pièces est émise. 
- Les pièces en bronze de 1/2, 1 et 2 1/2 cents restent inchangées
- une pièce en cupro-nickel de 5 cents apparaît dans la série
- une pièce en argent de 2 1/2 florin apparaît dans la série
- Le portrait de la jeune reine a été redessiné pas un artiste Pier Pander sur les pièces de 10 cents à 1 florin

| Valeur        | Paramètres techniques | Paramètres techniques | Paramètres techniques | Description                                                                                  | Description | Description                | Millésimes     |
| Valeur        | Diamètre              | Poids                 | Composition           | Avers                                                                                        | Revers | Artiste                    | Millésimes     |
| ------------- | --------------------- | --------------------- | --------------------- | -------------------------------------------------------------------------------------------- | --- | -------------------------- | -------------- |
| 5 cent        | 18,0 mm               | 4,50 g                | 75 % Cu 25 % Ni       | une couronne sur la mention NEDERLAND entourée de feuilles de chêne                          | la valeur faciale 5 CENT dans un motif floral                                                                                         | Johannes Cornelis Wienecke | de 1907 à 1909 |
| 10 cent       | 15,0 mm               | 1,40 g                | Argent (640/1000)     | tête avec diadème de Wilhelmine à gauche avec la mention WILHELMINA KONINGIN DER NEDERLANDEN | la valeur faciale 10 CENTS et le millésime entourés de feuilles de chêne                                                              | Pier Pander                | de 1898 à 1907 |
| 25 cent       | 19,0 mm               | 3,50 g                | Argent (640/1000)     | tête avec diadème de Wilhelmine à gauche avec la mention WILHELMINA KONINGIN DER NEDERLANDEN | la valeur faciale 25 CENTS et le millésime entourés de feuilles de chêne                                                              | Pier Pander                | de 1898 à 1907 |
| 1/2 florin    | 22,0 mm               | 5,00 g                | Argent (945/1000)     | tête avec diadème de Wilhelmine à gauche avec la mention WILHELMINA KONINGIN DER NEDERLANDEN | le blason royal couronné et la valeur faciale 1/2 G entourés de la mention MUNT VAN HET KONINGRIJK DER NEDERLANDEN et du millésime.   | Pier Pander                | de 1898 à 1907 |
| 1 florin      | 28,0 mm               | 10,00 g               | Argent (945/1000)     | tête avec diadème de Wilhelmine à gauche avec la mention WILHELMINA KONINGIN DER NEDERLANDEN | le blason royal couronné et la valeur faciale 1 G entourés de la mention MUNT VAN HET KONINGRIJK DER NEDERLANDEN et du millésime.     | Pier Pander                | de 1898 à 1907 |
| 2 1/2 florins | 38,0 mm               | 25,00 g               | Argent (945/1000)     | tête avec diadème de Wilhelmine à gauche avec la mention WILHELMINA KONINGIN DER NEDERLANDEN | le blason royal couronné et la valeur faciale 2 1/2 G entourés de la mention MUNT VAN HET KONINGRIJK DER NEDERLANDEN et du millésime. | Pier Pander                | de 1898 à 1907 |

#### Troisième série de pièces de Wilhelmina
En 1911, une troisième série de pièces est frappée
- Les pièces en bronze de 1/2, 1 et 2 1/2 cents sont légèrement modifiées
- la pièce de 5 cents en cupro-nickel reste inchangée
- Le portrait de la jeune reine a été redessiné pas un artiste J.C. Wienecke sur les pièces de 10 cents à 2 1/2 florins

| Valeur        | Paramètres techniques | Paramètres techniques | Paramètres techniques | Description                                                                                       | Description | Description                | Millésimes     |
| Valeur        | Diamètre              | Poids                 | Composition           | Avers                                                                                             | Revers | Artiste                    | Millésimes     |
| ------------- | --------------------- | --------------------- | --------------------- | ------------------------------------------------------------------------------------------------- | --- | -------------------------- | -------------- |
| 1/2 cent      | 14,0 mm               | 1,25 g                | bronze                | un lion couronné tenant un sabre entouré de la mention KONINGRIJK DER NEDERLANDEN et le millésime | la valeur faciale 1/2 CENT entourée de feuilles d'oranger et de pommiers                                                              | Johannes Cornelis Wienecke | 1911-          |
| 1 cent        | 19,0 mm               | 2,50 g                | bronze                | un lion couronné tenant un sabre entouré de la mention KONINGRIJK DER NEDERLANDEN et le millésime | la valeur faciale 1 CENT entourée de feuilles d'oranger et de pommiers                                                                | Johannes Cornelis Wienecke | 1911-          |
| 2 1/2 cent    | 23,5 mm               | 4,00 g                | bronze                | un lion couronné tenant un sabre entouré de la mention KONINGRIJK DER NEDERLANDEN et le millésime | la valeur faciale 2 1/2 CENT entourée de feuilles d'oranger et de pommiers                                                            | Johannes Cornelis Wienecke | 1911-          |
| 10 cent       | 15,0 mm               | 1,40 g                | Argent (640/1000)     | buste avec diadème de Wilhelmine à gauche avec la mention WILHELMINA KONINGIN DER NEDERLANDEN     | la valeur faciale 10 CENTS et le millésime entourés de feuilles de chêne                                                              | Johannes Cornelis Wienecke | de 1911 à 1925 |
| 25 cent       | 19,0 mm               | 3,50 g                | Argent (640/1000)     | buste avec diadème de Wilhelmine à gauche avec la mention WILHELMINA KONINGIN DER NEDERLANDEN     | la valeur faciale 25 CENTS et le millésime entourés de feuilles de chêne                                                              | Johannes Cornelis Wienecke | de 1911 à 1925 |
| 1/2 florin    | 22,0 mm               | 5,00 g                | argent (945/1000)     | buste avec diadème de Wilhelmine à gauche avec la mention WILHELMINA KONINGIN DER NEDERLANDEN     | le blason royal couronné et la valeur faciale 1/2 G entourés de la mention MUNT VAN HET KONINGRIJK DER NEDERLANDEN et du millésime.   | Johannes Cornelis Wienecke | de 1911 à 1925 |
| 1 florin      | 28,0 mm               | 10,00 g               | argent (945/1000)     | buste avec diadème de Wilhelmine à gauche avec la mention WILHELMINA KONINGIN DER NEDERLANDEN     | le blason royal couronné et la valeur faciale 1 G entourés de la mention MUNT VAN HET KONINGRIJK DER NEDERLANDEN et du millésime.     | Johannes Cornelis Wienecke | de 1911 à 1925 |
| 2 1/2 florins | 38,0 mm               | 25,00 g               | argent (945/1000)     | buste avec diadème de Wilhelmine à gauche avec la mention WILHELMINA KONINGIN DER NEDERLANDEN     | le blason royal couronné et la valeur faciale 2 1/2 G entourés de la mention MUNT VAN HET KONINGRIJK DER NEDERLANDEN et du millésime. | Johannes Cornelis Wienecke | de 1911 à 1925 |

#### Pièces de 5 florins de Wilhelmina
Une pièce de 5 florins en or a été frappée pendant son règne
| Valeur    | Paramètres techniques | Paramètres techniques | Paramètres techniques | Description                                                                      | Description | Description                | Millésimes |
| Valeur    | Diamètre              | Poids                 | Composition           | Avers                                                                            | Revers | Artiste                    | Millésimes |
| --------- | --------------------- | --------------------- | --------------------- | -------------------------------------------------------------------------------- | --- | -------------------------- | ---------- |
| 5 florins | 18,0 mm               | 3,37 g                | Or (900/1000)         | le buste couronné de la reine à droite entouré de la mention WILHELMINA KONINGIN | le blason royal couronné accosté de la valeur faciale 5 G entourés de la mention KONINGRIJK DER NEDERLANDEN et du millésime. | Johannes Cornelis Wienecke | 1912       |

### Juliana des Pays-Bas(1948-1980)
La reine Juliana monte sur le trône en 1948 jusqu'en 1980, date de son abdication au profit de sa fille ainée Béatrix.

#### La série de Juliana
- Les pièces de 1/2 cent, de 2 1/2 cent, 1/2 florin disparaissent de la nouvelle série.
- Les pièces de 1 florin et de 2 1/2 florin sont d'abord frappées en argent (720/1000), puis en nickel

| Valeur        | Paramètres techniques | Paramètres techniques | Paramètres techniques | Description                                                                                      | Description                                                                                             | Description              | Millésimes     |
| Valeur        | Diamètre              | Poids                 | Composition           | Avers                                                                                            | Revers                                                                                                  | Artiste                  | Millésimes     |
| ------------- | --------------------- | --------------------- | --------------------- | ------------------------------------------------------------------------------------------------ | --- | ------------------------ | -------------- |
| 1 cent        | 19,0 mm               | 2,50 g                | Bronze                | la tête de Juliana avec diadème à droite entourée de la mention JULIANA KONINGIN DER NEDERLANDEN | la valeur faciale 1 CENT entre le millésime                                                             | Ludwig Oswald Wenckebach | de 1950 à 1980 |
| 5 cent        | 18,0 mm               | 4,50 g                | Bronze                | la tête de Juliana avec diadème à droite entourée de la mention JULIANA KONINGIN DER NEDERLANDEN | la valeur faciale 5 CENT avec une branche d'oranger et le millésime                                     | Ludwig Oswald Wenckebach | de 1950 à 1980 |
| 10 cent       | 15,0 mm               | 1,40 g                | nickel                | la tête de Juliana avec diadème à droite entourée de la mention JULIANA KONINGIN DER NEDERLANDEN | la valeur faciale 10 CENT sous une couronne et le millésime                                             | Ludwig Oswald Wenckebach | de 1950 à 1980 |
| 25 cent       | 19,0 mm               | 3,50 g                | nickel                | la tête de Juliana avec diadème à droite entourée de la mention JULIANA KONINGIN DER NEDERLANDEN | la valeur faciale 25 CENT sous une couronne et le millésime                                             | Ludwig Oswald Wenckebach | de 1950 à 1980 |
| 1 florin      | 25,0 mm               | 6,50 g                | argent 720/1000       | la tête de Juliana avec diadème à droite entourée de la mention JULIANA KONINGIN DER NEDERLANDEN | le blason royal couronné et la valeur faciale 1 G entourés de la mention NEDERLAND et du millésime.     | Ludwig Oswald Wenckebach | 1954-1967      |
| 1 florin      | 25,0 mm               |                       | nickel                | la tête de Juliana avec diadème à droite entourée de la mention JULIANA KONINGIN DER NEDERLANDEN | le blason royal couronné et la valeur faciale 1 G entourés de la mention NEDERLAND et du millésime.     | Ludwig Oswald Wenckebach | 1968-1980      |
| 2 1/2 florins |                       | 15,00 g               | argent 720/1000       | la tête de Juliana avec diadème à droite entourée de la mention JULIANA KONINGIN DER NEDERLANDEN | le blason royal couronné et la valeur faciale 2 1/2 G entourés de la mention NEDERLAND et du millésime. | Ludwig Oswald Wenckebach | 1959-1966      |
| 2 1/2 florins |                       | nickel                | 1969-1980             | la tête de Juliana avec diadème à droite entourée de la mention JULIANA KONINGIN DER NEDERLANDEN | le blason royal couronné et la valeur faciale 2 1/2 G entourés de la mention NEDERLAND et du millésime. | Ludwig Oswald Wenckebach |                |

#### Les pièces commémoratives de Juliana
Quelques pièces commémoratives sont frappées pendant le règne de Juliana
- La pièce de 10 florins 1970 à l'occasion du 25e anniversaire de la libération
- La pièce de 10 florins 1973 à l'occasion du 25e anniversaire du règne

### Beatrix des Pays-Bas(1980-2001)
La reine Beatrix monte sur le trône en 1980, à la suite de l'abdication de Juliana.

#### La première série de pièces de Beatrix
Une nouvelle série de pièces est frappée. Les pièces néerlandaises changent profondément d'aspect et présentent un design résolument moderne
- La pièce de 1 cent disparaît de la série

| Valeur        | Paramètres techniques | Paramètres techniques | Paramètres techniques | Description                                                                           | Description                                                                                | Description | Millésimes     |
| Valeur        | Diamètre              | Poids                 | Composition           | Avers                                                                                 | Revers                                                                                     | Artiste     | Millésimes     |
| ------------- | --------------------- | --------------------- | --------------------- | ------------------------------------------------------------------------------------- | ------------------------------------------------------------------------------------------ | ----------- | -------------- |
| 5 cent        |                       |                       | Bronze                | le demi portrait de Beatrix à gauche avec la mention BEATRIX KONINGIN DER NEDERLANDEN | la valeur faciale 5 CT dans un motif géométrique de lignes et de barres et le millésime    |             | de 1982 à 2001 |
| 10 cents      |                       |                       | Nickel                | le demi portrait de Beatrix à gauche avec la mention BEATRIX KONINGIN DER NEDERLANDEN | la valeur faciale 10 CT dans un motif géométrique de lignes et de barres et le millésime   |             | de 1982 à 2001 |
| 25 cents      |                       |                       | Nickel                | le demi portrait de Beatrix à gauche avec la mention BEATRIX KONINGIN DER NEDERLANDEN | la valeur faciale 25 CT dans un motif géométrique de lignes et de barres et le millésime   |             | de 1982 à 2001 |
| 1 florin      | 25,0 mm               | 6,00 g                | Nickel                | le demi portrait de Beatrix à gauche avec la mention BEATRIX KONINGIN DER NEDERLANDEN | la valeur faciale 1 G dans un motif géométrique de lignes et de barres et le millésime     |             | de 1982 à 2001 |
| 2 1/2 florins | 29,0 mm               | 10,00 g               | Nickel                | le demi portrait de Beatrix à gauche avec la mention BEATRIX KONINGIN DER NEDERLANDEN | la valeur faciale 2 1/2 G dans un motif géométrique de lignes et de barres et le millésime |             | de 1982 à 2001 |
| 5 florins     | 23,5 mm               | 9,30 g                | Nickel et bronze      | le demi portrait de Beatrix à gauche avec la mention BEATRIX KONINGIN DER NEDERLANDEN | la valeur faciale 5 G dans un motif géométrique de lignes et de barres et le millésime     |             | de 1982 à 2001 |

#### La seconde série de pièces de Beatrix
voir Pièces en euro des Pays-Bas

#### Les pièces commémoratives de Beatrix
- La pièce de 1 florin de 1980 contient le buste des deux reines, à savoir Juliana et Beatrix, avec la mention "Beatrix Koningin der Nederlanden - 30 april 1980"
- De 1981 à 2001, seul le portrait stylisé de la reine Beatrix apparaît, en demi-profil vers la gauche.
- En 2001, la pièce a été revue avec au revers un dessin d'enfant représentant le lion avec un drapeau.